# Nick Carter (auteur)
Pour les articles homonymes, voir Carter et Nick Carter.
Nick Carter est un nom maison sous lequel paraissent les aventures du personnage homonyme.

## Historique
Le personnage de Nick Carter est apparu en 1886 dans une nouvelle de John R. Coryell. À l'origine, ses aventures sont signées « par l'auteur de Nick Carter », sans plus de précisions, puis par « le sergent Ryan », et enfin par « Nicholas Carter », avant que ne soit établi le nom maison Nick Carter par les éditeurs Smith & Smith au tournant du XXe siècle.  
Dans les années 1950, puis 1960, alors que le personnage devient un espion cherchant à concurrencer James Bond, plusieurs écrivains, dont Manning Lee Stokes, Michael Avallone et Michael Collins, signent ses aventures de ce nom maison. Une douzaine de titres de cette série d'espionnage sont parus en France dans la collection Un mystère aux Presses de la Cité.

## Source
- Claude Mesplède (dir.), Dictionnaire des littératures policières, vol. 1 : A - I, Nantes, Joseph K, coll. « Temps noir », 2007, 1054 p. (ISBN 978-2-910-68644-4, OCLC 315873251), p. 375-376.